# Memecylon arcuatomarginatum
Espèce
Memecylon arcuatomarginatum Gilg ex Engl. est une espèce de plantes à fleurs de la famille des Melastomataceae. La variété simulans est endémique du Cameroun.

## Liste des variétés
Selon Tropicos (21 septembre 2017) (Attention liste brute contenant possiblement des synonymes) :
- variété Memecylon arcuatomarginatum var. arcuatomarginatum
- variété Memecylon arcuatomarginatum var. simulans Jacq.-Fél.

En 2008, cette sous-espèce est érigée en espèce à part entière pour devenir Memecylon simulans (Jacq.-Fél.) R.D.Stone & Ghogue.